# キャット・スティーヴンス
キャット・スティーヴンス（英語: Cat Stevens）とは、ロンドン出身のイスラム教徒、教育家、慈善活動家であるユスフ・イスラム（Yusuf Islam、1948年7月21日 – ）である。彼は改宗前にこの名前でシンガー・ソングライターとして活動して、1970年代に大きな成功を収めた。

## 概要
イスラムはキャット・スティーヴンスとして1966年にデビューし、1979年末に音楽業界を離れるまでに、世界中で6000万枚以上のアルバムを売り上げた。アルバム『父と子』（1970年）と『ティーザー・アンド・ファイヤーキャット』（1971年）はアメリカ合衆国だけでそれぞれ300万枚以上のセールスを記録し、全米レコード協会によってトリプル・プラチナムに認定されている。つづく『キャッチ・ブル・アット・フォー』（1972年）はアメリカ国内で発売後2週間で50万枚を売り上げ、ビルボード誌のアルバムチャートの首位の座を3週連続保持した。また楽曲「ザ・ファースト・カット・イズ・ザ・ディーペスト」（1967年）が4人のアーティストによってヒットチャート入りを果たしたことによって、2005年と2006年の2年連続で、アメリカ作曲家・著作者・出版者協会（ASCAP）のソングライター・オブ・ザ・イヤーの表彰の対象になった。
シンガー・ソングライターとして栄光の頂点にあった1977年、彼はイスラム教に改宗した。翌1978年、ユスフ・イスラムに改名して、ムスリム共同体の教育問題や慈善活動に身を捧げるために音楽業界を離れた。28年後の2006年に復帰し、アルバム『アン・アザー・カップ』を発表した。
世界平和を訴える活動が評価されて、「平和の人」賞（2004年）や「平和のための地中海」賞（2007年）など、幾つかの賞を与えられた。現在妻と5人の子供たちとともにロンドンのブロンズベリー・パークに住み、毎年一時期をドバイで過ごしている。

## 生い立ち (1948年 - 1965年)
スティーヴンスは本名スティーヴン・ジョルジオ、ギリシャ系キプロス人の父ステイヴロス・ジョルジオと、スウェーデン人の母イングリッド・ウィックマンの3番目の子供として生まれた。彼の両親は、ロンドンのソーホーにあるピカデリー・サーカスから数ステップほど離れた場所に位置するシャフツベリー・アヴェニューで、ムーラン・ルージュという名のレストランを営んでいた。当時一家は全員そこで働いており、店の上に住居を構えていた。父親はギリシャ正教徒、母親はバプテストであったが、スティーヴンスはマックリン・ストリートにあるセント・ジョセフ・ロマン・カトリック小学校というカトリック系の学校に通っていた。両親は彼が8歳のころに離婚するが、その後もレストランを共同で経営し同居を続けた。
幼少からピアノを弾いていたスティーヴンスは、12歳の頃にはさらにギターを弾いたり作曲したりするようになった。数年後、彼は母国に帰る母親に連れられてスウェーデンのイェヴレに渡り、そこで画家をしていた叔父の影響で絵画の技術を上達させていった。
16歳のとき、彼は学校を離れてハマースミス・アート・スクールに入学するが、後にそこからも放校されてしまう。彼は自ら音楽家としてのキャリアを切り拓くことを決断したが、それでもデビュー後には自分でアルバムのアートワークを手がけ、美術にいそしんでいる。なお、彼が最初にフォーク・ミュージックに影響をうけたのもちょうどこの頃だった。

## 音楽家としての経歴 (1966年 - 1978年)

### 初期の音楽活動
彼はコーヒーハウスやパブで演奏するようになった。自分のギリシャ系の名前は覚えられにくいと考えた彼は、新たな芸名を探した。当時のことを彼はこう述懐している。「誰かがレコードショップで『スティーヴン・デメトレ・ジョルジオのアルバムはどこにあるか』と尋ねる光景が、私には想像できなかった。それにイギリス、そして間違いなくアメリカでは、人々は動物を愛するからね」。かくして彼が選んだ芸名はキャット・スティーヴンス (Cat Stevens）であった。伝えられたところによれば、この芸名の由来は、女友達が彼の瞳を「まるで猫のようだ」と言ったことだという。
1966年、18歳のスティーヴンスはマネージャーでプロデューサーのマイク・ハーストに見出される。ハーストはかつてダスティ・スプリングフィールドが在籍していたザ・スプリングフィールズというヴォーカル・グループのメンバーだった人物で、スティーヴンスのデモテープの編曲を手がけ、彼がデラム・レコードとの契約をとりつけることができるように計らった。1966年、スティーヴンスはハーストのプロデュースでシングル「アイ・ラヴ・マイ・ドッグ」と「マシュー・アンド・サン」を発表。前者は全英シングルチャートで28位、後者はトップ10にランクインした。
1967年1月、ザ・トレメローズがスティーヴンスが書いた「君と踊ろう」を取り上げて、全英4位を記録した。スティーヴンスは同年3月、ファースト・アルバム『マシュー・アンド・サン』発表。「アイ・ラヴ・マイ・ドッグ」、「マシュー・アンド・サン」、自ら録音した「君と踊ろう」を収録した同アルバムは、チャートに姿を現した。
同年4月、元アイク・アンド・ティナ・ターナー・レビューのバッキング・コーラス・グループのメンバーだったP・P・アーノルドが、スティーヴンスが書いた「ザ・ファースト・カット・イズ・ザ・ディーペスト」をシングル発表。同曲は全英シングルチャートの18位を記録し、後年キース・ハンプシャー（1973年）、ロッド・スチュワート（1977年）、シェリル・クロウ（2003年）を初めとした多くのアーティストによってカヴァーされて、世界各国でヒットした。その為、彼は作曲賞を幾つか受賞した。彼は同曲を同年10月初頭に録音して、同年12月に発表したセカンド・アルバム『ニュー・マスターズ』に収録した。このアルバムはイギリスではチャートに入らなかったが、現在では同曲の作者自身の録音を収録した作品としてよく知られている。
1966年から2年ほど、スティーヴンスはジミ・ヘンドリックスからエンゲルベルト・フンパーディンクまで、実に幅広いミュージシャンとともにツアーやレコーディングを行った。イギリスの公式チャートにおけるいくつかのヒットにより、彼はティーン・ポップのセンセーションの一翼を担っていると考えられていた。このような成功の原因のひとつは海賊ラジオ局「ワンダフル・レイディオ・ロンドン」が彼のレコードを流したことにあった。彼は同ラジオ局が終焉を迎えた1967年8月に、同じように恩恵を被ったアーティスト達と共に放送に出演して閉鎖を惜しんだ。
しかし移ろいやすいポップ・スターとしての生活に身をおいた19歳のスティーヴンスは、1968年の初頭に重い結核を患い、数か月の入院と1年の休業を余儀なくされた。彼は自分の人生に疑問を抱きはじめ、瞑想にうちこんだり、様々な宗教についての書物を読んだりするようになった。菜食主義者に転向したのもこの頃である。彼は精神世界への開眼や疑問から、これまでの楽曲よりも内向的な楽曲を40曲あまり書き上げた。その多くが、以後数年間に発表された彼のアルバムの中に収録されることとなる。

### 結核からの復活
スティーヴンスは健康を取り戻すと、ハーストと袂を分かってデラム・レコードを去った。そして1970年に、自分の音楽を国際的成功への足がかりとなる世界に届けたいという新たなる熱意と一連の内向的な楽曲を携え、アメリカ国内でのレコードの配給先となるアイランド・レコードと新たに契約を交わした。そしてプロデュ―サーに元ヤードバーズのポール・サミュエル＝スミスを迎えて、初期のポップな作品とは趣を異にしたフォーキーで内向的な世界を描いたアルバム『白いバラ』を発表した。当時彼のガールフレンドだった女優のパティ・ダーバンヴィルのことを歌った「白いバラ」、デビューまもない10代のころの経験を題材にした「ポップ・スター」、ジェネシスのピーター・ガブリエルがフルートで参加した「カトマンズ」などを収録した同アルバムは、1970年代に人気を博したスティーヴンスの黎明期の代表作のひとつとして広く知られている。
『白いバラ』に続いて発売されたのは、彼の世界的なブレイクを誘発した『父と子』であった。日常の風景や問題を題材にしつつ、なんらかの霊的イメージをまじえたキャッチーな歌詞を特徴とした彼の独特かつ新鮮な作風が確立された同アルバムは、全米ビルボード誌のアルバム・チャートでトップ10にランクインし、発売から半年後には合衆国内だけで50万枚以上を出荷してゴールド・ディスクに認定された。この作品には全米トップ20ヒット「ワイルド・ワールド」や「ハード・ヘッデド・ウーマン」、さらには曖昧な自伝のような歌詞が印象的な「父と子」が収められている。2001年にはアメリカ合衆国における売上げが300万枚に達し、全米レコード協会によってマルチ・プラチナムに認定された。2003年に『ローリング・ストーン』誌が発表した「史上最も素晴らしいアルバム500枚」では、206位にランクインしている。
『父と子』の成功によって、彼はもはや他のミュージシャンの前座を務めるような存在ではなくなった。この頃、彼を題材にした「悲しい伝説」「アンティシペイション」などの楽曲を全米チャートにランクインさせたカーリー・サイモンとの交際も噂された。スターになった彼は、ギターやバック・コーラス、ハーモニー・ヴォーカルを務めるアラン・デイヴィーズを伴なってコンサート・ツアーを開始する。セッションを通じて知り合った2人は、以後30年以上に渡る強固な友情を築いた。2008年2月28日にこの世を去るまで、デイヴィーズはスティーヴンスのライヴ・パフォーマンスのほぼ全てにおいて不可欠な存在であり続けた。

### 音楽的成功
1970年代初頭の作品において独自のサウンドを構築した彼は、その後数年に渡って順風満帆なキャリアを歩んだ。1971年に発表されたアルバム『ティーザー・アンド・ファイアーキャット』には「雨にぬれた朝」、「ピース・トレイン」、「ムーンシャドウ」などのヒット曲が収録された。同アルバムはビルボードのチャートで2位まで上昇して発売後3週間でゴールド・ディスクに認定され、『父と子』と同様にアメリカで300万枚以上のセールスを記録した。これら2作のアルバムは2001年に揃ってRIAAによるマルチ・プラチナムの認定を受けた。
スティーヴンスはボストン・ラジオ・ステーションによるインタビューで、アルバム『ティーザー・アンド・ファイアーキャット』についてこう述べている。
"I get the tune and then I just keep on singing the tune until the words come out from the tune. It's kind of a hypnotic state that you reach after a while when you keep on playing it where words just evolve from it. So you take those words and just let them go whichever way they want... 'Moonshadow'? Funny, that was in Spain, I went there alone, completely alone, to get away from a few things. And I was dancin' on the rocks there... right on the rocks where the waves were like blowin' and splashin'. Really, it was so fantastic. And the moon was bright, ya know, and I started dancin' and singin' and I sang that song and it stayed. It's just the kind of moment that you want to find when you're writin' songs."
曲調がわかってから、その曲から言葉が出てくるまで歌い続けるんだ。
しばらく続けていると、催眠状態みたいになって、そこから言葉が出てくるようになるんだ。だから、あなたはその言葉を受け入れて、彼らが望む方向に行かせるだけ...'Moonshadow'? 面白いことに、それはスペインでのことだった。一人で行ったんだよ、完全に一人で。岩の上で踊っていたんだ...波が吹いている岩の上で。本当に幻想的だった。月が明るくて、僕は踊りながら歌い始めた。曲を書くときに見つけたいような瞬間だね。

『ティーザー・アンド・ファイアーキャット』が発売された年に、彼はいくつかの楽曲を映画『ハロルドとモード 少年は虹を渡る』のサウンドトラックに提供した。それらの作品は後年にベスト盤がリリースされるまで、彼の他のどのレコードでも聴けなかったものである。映画は長年に渡ってカルト的な人気を誇っており、スティーヴンスが音楽活動を休止していた期間にも彼の音楽の魅力を広く大衆に知らしめるきっかけの作品となった。
1972年に発売された次作『キャッチ・ブル・アット・フォー』は、彼にとって最も短期間のうちにアメリカ合衆国で成功を収めた作品である。同アルバムはわずか15日でゴールド・ディスクに認定され、「ビルボード」の首位を3週間にわたって保持した。内省的でスピリチュアルな歌詞は前二作を踏襲しつつも、歌唱やサウンドの面では以前よりエッジの効いた作風がこのアルバムの特徴となっている。「スウィート・スカーレット」はカーリー・サイモンが彼について書いた2曲の作品に対するアンサー・ソングである。この作品からは「人生はさすらい」がシングル・カットされ、HOT100で16位まで上昇した。同アルバムは発売から29年後の2001年に、全米でプラチナ・ディスクに認定された。
1970年代に発売された一連の彼のレコードは、いずれもチャート上での安定した成績を収めた。彼がキャット・スティーヴンス名義の最後のアルバムは、1978年暮れの『バック・トゥ・アース』である。彼が現役として活動していた時期から現在までに、数枚のベスト盤が発売されている。最も商業的に成功したのは1975年に発売された『グレイテスト・ヒッツ』で、このアルバムはアメリカ合衆国だけで400万枚以上のセールスを記録した。2003年5月には『Remember Cat Stevens』と題されたベスト盤の欧州各国での総売上が100万枚を突破したことにより、 彼は国際レコード産業連盟によって表彰されるプラチナム・ヨーロッパ・アウォードの最初の受賞者となった。
1977年に発売されたイギリスの歌手エルキー・ブルックスとのデュエット「想い出のスクールヤード」は、彼が最後にチャートに送りこんだヒット曲である。ちなみに、この曲が発売された際、ブルックスの名はふせられていた。
キャット・スティーヴンス名義での実質的な最後のライヴとなったのは、ユネスコが国際児童年（"The Year of the Child"）を宣言した1979年11月22日にユニセフがウェンブリー・スタジアムで開いたザ・イヤー・オブ・ザ・チャイルド・コンサートだった。

### イスラム教への改宗
1975年、カリフォルニア州のマリブであやうく溺れそうになる事故を起こし、自分を救ってくれるよう神に懇願したと報告している。彼は数年後のVH1のインタビューでその出来事をこう語っている。「突然、自分を抱きしめてこう言ったんだ！『もし私を救ってくれるなら、あなたのために働きます』って」。この臨死体験は、彼の長年の精神的真理への探求心を強めた。彼は仏教「禅と易経、数秘術、タロットカード、占星術」を調べていた。しかし兄のデイヴィッドからクルアーンを贈られて自分自身に平穏を見出し、イスラム教への移行を始めた。
彼は1977年に正式にイスラム教に改宗し、1978年にユスフ・イスラムと名乗った。ユスフはヨセフのアラビア語名である。彼は「ずっとヨセフという名前が好きだった」と語り、特にコーランのヨセフの物語に惹かれたという 。

## ユスフ・イスラムとして (1978年-現在)

### イスラム教新興と音楽のキャリア
改心後、ユスフ・イスラムはポップススターとしてのキャリアを捨てた。歌と楽器の使用はイスラム法学における議論の領域であり、一部からはharām'とみなされているため、このことが彼がポピュラー音楽の舞台から退いた主な理由であった。
彼は、蓄積した富と音楽活動からの継続的な収入を使うことに決めた。1981年、キルバーンのソールズベリー・ロードにイスラミア小学校を設立。1981年には北ロンドンのキルバーン地区のサルスベリー・ロードにイスラミア・プライマリー・スクールを設立した。その後、彼は自ら設立したスモール・カインドネスというチャリティ団体の代表に就任した。この団体は当初飢饉の犠牲となった難民たちを支援するために設立され、現在ではバルカン諸国やインドネシア、イラクなどで貧困にあえぐ家庭や孤児を援助する活動を続けている。彼はまた1985年から1993年にかけて、慈善団体のムスリム・エイドの代表も務めていた。
1985年、イスラムは改宗後初めて、公の場に姿を見せることを決意する。その舞台となるはずだったのが、エチオピアを襲った飢饉を救うために催された、かの歴史的なチャリティ・コンサート「ライヴエイド」であった。ところがエルトン・ジョンのセットが長引いたために、このイベントのために特別に新曲まで用意したにもかかわらず、結局彼は最後まで出演できなかった。

### サルマン・ラシュディにまつわる論争
1989年、ロンドンのキングストン大学で学生を前にした講演で、作家サルマン・ラシュディの死を求めるファトワについて質問され、物議を醸した。新聞はすぐに彼の返答をファトワ支持と解釈したが、彼は翌日に声明を発表し、ヴィジランティズムを支持していたわけではなく、冒涜に対するイスラム教の合法的な刑罰を説明していただけだとした。1989年のその後の彼の発言も、ファトワを支持するものと見なされた。
彼がラシュディ暗殺の呼びかけをどの程度支持したのかについては議論が続いているが、この事件は「平和の人(Man of Peace」としての彼の評判に消えない傷を残した 彼は誤解されたと主張している。

### 911・アメリカ同時多発テロ事件
ユースフ・イスラムは、2001年9月11日のアメリカ同時多発テロに対して、即座に、そして激しくこう訴えた-
"I wish to express my heartfelt horror at the indiscriminate terrorist attacks committed against innocent people of the United States yesterday. While it is still not clear who carried out the attack, it must be stated that no right-thinking follower of Islam could possibly condone such an action. The Qur'an equates the murder of one innocent person with the murder of the whole of humanity. We pray for the families of all those who lost their lives in this unthinkable act of violence as well as all those injured; I hope to reflect the feelings of all Muslims and people around the world whose sympathies go out to the victims of this sorrowful moment."
昨日起きた米国の罪のない人々に対して行われた無差別テロに対して、心からの恐怖を表明したい。誰がこのテロを実行したのかはまだ明らかになっていないが、イスラム教の良識ある信者がこのような行為を容認するはずがないことを明言しなければならない。クルアーンは、罪のない一人の人間の殺害を、全人類の殺害と同一視している。私たちは、この想像を絶する暴力行為で命を落としたすべての人々の遺族と負傷したすべての人々のために祈ります。私は、この悲しい瞬間の犠牲者に同情するすべてのイスラム教徒と世界中の人々の気持ちを反映させたいと願っています。
彼は2001年10月に開催されたConcert for New York CityのVH-1プレショーにビデオテープで出演し、同時多発テロを非難し、20年以上ぶりに公の場で自身の曲「Peace Train」をアカペラバージョンで歌った。また、彼はボックスセットの印税の半分を犠牲者の家族のための「9.11基金」に、残りの半分を低開発国の孤児に寄付した。

### アメリカ合衆国への入国拒否
2004年9月21日、ユスフ・イスラムはロンドンからワシントンへ向かうユナイテッド航空の便で、数年前に「ピース・トレイン」をレコーディングし、キャット・スティーブンスの別の曲を次のアルバムに収録する予定だった歌手ドリー・パートンとの面会に向かっていた。飛行機が飛行中、コンピューターによる乗客事前審査システムが彼の名前を飛行禁止リストに載せた。税関職員は運輸保安局に通報し、保安局は彼のフライトをメイン州バンゴーに迂回させ、そこで彼はFBIに拘留された。
翌日、ユスフ・イスラムはイギリスに強制送還された。米国運輸保安局は、"彼が潜在的なテロ関連の活動に持っているかもしれない関係の懸念"があったと主張した。またアメリカ国土安全保障省は、ユスフ・イスラムがパレスチナのイスラム過激派組織ハマスに資金を提供していたと主張した。
この強制送還は国際論争を引き起こし、イギリスのジャック・ストロー外務大臣が国連でコリン・パウエル国務長官に直々に苦言を呈した。パウエルはこれに対し、監視リストは現在検討中であると述べ、さらに「我々には、自分達が正しいかどうかを確認するために、これらの事柄を見直す義務があると思う」と付け加えた。
イスラムは、自分が監視リストに掲載されたのは、綴りが異なる同姓同名の人物と間違えられていたからではないかと考えている。2004年10月1日、彼は「私は米国当局が私の米国への入国を拒否するという決定に依然当惑している」として、自分の名前を削除するよう要請した。声明によると、リストに載っていたのは ユセフ・イスラムという名前で、彼自身はテロ支援者の容疑者ではないとしている。
2年後の2006年12月、イスラムは新譜のプロモーションを目的とした数回のラジオ・コンサートとインタビューのため、無事アメリカに入国できた。

#### 名誉毀損に対する勝訴
2004年10月、イギリスの日刊タブロイド紙「ザ・サン」と保守系高級紙タイムズの日曜版「サンデー・タイムズ」は、イスラムがテロを支援しているとして、アメリカ政府による国外追放を支持する声を上げた。ユスフ・イスラムは名誉毀損で提訴し、両紙から裁判外の多額の「合意和解」と謝罪を受けた。 両紙は、ユスフ・イスラムがテロを支援したことはなく、それどころか最近、民間のノーベル平和賞から平和賞を授与されたことを認めた。
ユセフ・イスラムはこれに対し、「和解は私の人格と汚名を晴らすものであり、大変喜ばしいことだ。最近、イスラム教徒に対する中傷的な非難をするのは世界で最も簡単なことのようで、私の場合、それは私の救援活動に直接影響し、アーティストとしての評判を傷つけている。受けた被害は修復が困難な場合が多い」と発言し、そして、裁判所から贈られた賞金をインド洋大津波の孤児救済のために寄付するつもりだと付け加えた。
ユスフ・イスラムはこの体験を『A Cat in a Wild World』と題した新聞記事に書いている。

### 音楽業界への復帰
1990年代の数年間、ユスフ・イスラムはイスラム教をテーマにした歌詞を、基本的な打楽器だけを伴奏にしたレコーディングを行った。1990年代後半には、NasheedグループであるRaihanのアルバムにゲストシンガーとして「God Is the Light」を収録。
彼はイスラム教について子供たちを教育するための教材がほとんどないことに気づいて、2000年にA Is for Allahという子供向けのアルバムを制作した。また、 Mountain of Lightというレコードレーベルを設立、収益の一部をSmall Kindnessに寄付している。
2000年にキャット・スティーブンス名義のアルバムが再発売された際、ユスフはイスラム教への誤解から英語でのパフォーマンスを止めたと説明した。「このイスラム教における音楽の問題は、私が信じていたほど単純明快なものではありません。私は異端(heresy)（中略）それはおそらく私の間違いでした。」
2003年、デヴィッド・ボウイやポール・マッカートニーの演奏も収録されたコンピレーションCDのために、イスラム圏内からの度重なる働きかけを受けて、ユスフ・イスラムは再び「Peace Train」を録音した。セッション・プレイヤーのピーター・ガブリエルと46664コンサートで「Wild World」を披露。2004年12月、彼はローナン・キーティングと共に「Father and Son」の新バージョンをリリースし、Band Aid 20の「Do They Know It's Christmas?」に次ぐ2位でデビューした。Father and Son」の収益はBand Aidチャリティに寄付された。キーティングの元グループBoyzoneは10年前にこの曲をヒットさせている。
2005年のプレスリリースの中で、彼は復活したレコーディング・キャリアについて説明している。
After I embraced Islam many people told me to carry on composing and recording but at the time I was hesitant for fear that it might be for the wrong reasons. I felt unsure what the right course of action was. I guess it is only now after all these years that I've come to fully understand and appreciate what everyone has been asking of me. It's as if I've come full circle - however, I have gathered a lot of knowledge on the subject in the meantime.
イスラム教を受け入れた後、多くの人が作曲やレコーディングを続けるように言ってくれたが、当時はそれが間違った理由かもしれないと恐れて躊躇していた。何が正しい行動なのかわからないと感じていた。何年も経った今になって、みんなが私に求めていたことを完全に理解し、感謝するようになったんだと思う。しかし、私はその間に多くの知識を得ることができた。
2005年初頭、ユスフ・イスラムは2004年の津波災害をテーマにした新曲「Indian Ocean」を発表した。この曲には、インドの作曲家／プロデューサーのA.R.ラフマーン、A-haのキーボード奏者マグネ・フルホルメン、トラヴィスのドラマー、ニール・プリムローズが参加している。このシングルの収益は、イスラムの小さな親切チャリティを通じて、津波の被害が最も大きかった地域のひとつであるバンダ・アチェの孤児たちを支援するために使われた。当初、このシングルはいくつかのオンライン・ミュージック・ストアを通じてのみリリースされたが、後にコンピレーション・アルバムCat Stevens: Gold'をフィーチャーした。
2005年5月28日、ユセフ・イスラムはデュッセルドルフで開催されたAdopt-A-Minefieldで基調講演とパフォーマンスを行った。Adopt-A-Minefieldチャリティーは、ポール・マッカートニーの後援のもと、地雷除去や地雷生存者の社会復帰のための意識向上と資金調達のために国際的に活動している。ユセフ・イスラムは、ジョージ・マーティン、リチャード・ブランソン、ブートロス・ブートロス＝ガリ博士、クラウス・フォアマン、クリストファー・リーなどを含む名誉委員会の一員として出席した。
2005年半ば、ユセフ・イスラムはドリー・パートンのアルバム「Those Were the Days」でギターを弾き、彼の「Where Do the Children Play」のヴァージョンに参加した（パートンはその数年前にも「Peace Train」をカヴァーしている）。
2006年5月、BBC1の番組『Imagine』で、彼の新しいポップ・アルバムを前に、Alan Yentobとの49分間のドキュメンタリー『Yusuf: The Artist formerly Known as Cat Stevens』が放送された。このドキュメンタリー映画では、1960年代後半から1970年代にかけての貴重なオーディオクリップやビデオクリップのほか、ユスフ・イスラム、彼の兄、複数のレコード会社の重役、ボブ・ゲルドフ、ドリー・パートンなどが、キャット・スティーヴンスとしてのキャリア、改宗してユスフ・イスラムとして登場したこと、そして2006年に音楽活動に復帰したことについての広範なインタビューを行っている。彼がAn Other Cupをレコーディングしていた時にスタジオで歌っていたクリップや、2006年に彼がギターで "The Wind "や "On the Road to Find Out "などのキャット・スティーヴンスの曲を数節歌っている抜粋がある。
ユスフが世俗音楽に復帰したのは、同じくミュージシャンでありアーティストでもある21歳の息子ムハンマド・イスラムがギターを家に持ち帰ったことがきっかけだった。ムハンマドの職業名は「ヨリヨス」であると考えられており、彼のデビューアルバムは2007年2月にリリースされたYoriyosはユセフのアルバム「An Other Cup」のアートも手がけている。
2006年から、キャット・スティーヴンスの曲「ティー・フォー・ザ・ティラーマン」がBBC-HBOシットコム「エクストラ」のリッキー・ジャーヴェ のテーマ曲として使用された。2006年のクリスマスシーズンには、キャット・パワーの「How Can I Tell You」のカヴァーとともに、ダイヤモンド業界によるギフト贈呈のテレビCMが放映された。
2006年12月、ユセフはノルウェーのオスロで開催されたノーベル平和賞コンサートで、受賞者であるムハマド・ユヌスとグラミン銀行に敬意を表してパフォーマンスを行ったアーティストのひとりである。彼は "Midday（Avoid City After Dark）"、"Peace Train"、"Heaven/Where True Love Goes "を演奏した。また、同月にニューヨークで「ジャズ・アット・リンカーン・センター」のイベントとしてコンサートを開き、KCRW-FMのラジオで録音・放送され、ニック・ハーコートのインタビューも放送された。ギターのユセフの伴奏は、キャット・スティーヴンスのレコードの多くでギターを弾いていたアルン・デイヴィスだった。
2007年4月、BBC1はBBC Sessionsの一環としてユセフがポーチェスター・ホールで行ったコンサートを放送した(前回は1979年のユニセフ児童コンサート）。
彼は「Father & Son」、「The Wind」、「Where Do the Children Play?」、「Don't Be Shy」、「Wild World」、「Peace Train」といった名曲とともに、多くの新曲を演奏した。
2007年7月、ユセフはデズモンド・ツツ大主教の南アフリカの平和センターとデボラとカルロス・サンタナのミラグロ財団のためにドイツのボーフムでコンサートを行った。聴衆にはノーベル賞受賞者のミハイル・ゴルバチョフ、デズモンド・ツツやその他の著名な世界的人物が含まれていた。その後、ハンブルクで開催されたLive Earthのドイツ公演のフィナーレアクトとして出演し、キャット・スティーヴンスの名曲の数々と、平和と児童福祉への関心を反映した最近の楽曲を披露した。
ユセフは2007年9月21日にロイヤル・アルバート・ホールで開催されたPeace One Dayコンサートに出演した。

#### 『アン・アザー・カップ』
2006年3月、ユセフ・イスラムは1978年以来となる全く新しいポップ・アルバムのレコーディングを終えた。アルバム『An Other Cup'』は2006年11月に自身のレーベルYa Records（イギリスではPolydor Recordsが、海外ではAtlantic Recordsが配給）からリリースされた。- ファースト・アルバムMatthew and Son'の40周年にあたる。このアルバムからは同時に「Heaven/Where True Love Goes」というシングルもリリースされた。アルバムのプロデュースは、ディドやロッド・スチュワートを手がけたリック・ノヴェルズ。 演奏者は "Yusuf "と記されており、ジャケットのラベルには "the artist formerly known as Cat Stevens "と、アルバムのアートはYoriyosとクレジットされている。ユセフ・イスラムは「Don't Let Me Be Misunderstood」以外の全曲を作曲しアメリカとイギリスで録音された。
ユセフはこのアルバムを積極的に宣伝し、ラジオやテレビ、紙媒体のインタビューに登場した。 彼は2006年11月にBBCのインタビューを受けた。「僕だから、もちろんそれらしく聞こえるだろう、これは本物だ...息子がギターを家に持ち帰ったときが転機だった。多くの人が共感するような新しいアイデアや音楽が溢れ出したんだ」。
2006年11月のビルボード誌のインタビューで、アーティストのクレジットが「ユスフ・イスラム」ではなく「ユスフ」である理由について尋ねられた彼は、「『イスラム』はスローガンにする必要がないからだ。セカンドネームは公式タグのようなもので、友人をファーストネームで呼ぶのと同じ。その方が親密だし、僕にとってはそれがこのアルバムのメッセージなんだ」と話した。
スリーブに "the artist formerly known as Cat Stevens(かつてキャット・スティーブンスとして知られたアーティスト)"と書かれている理由について、彼はこう答えた。「多くの人々にとって、それは彼らが持ち続けたい何かを思い出させる。その名前は私の歴史の一部であり、キャット・スティーヴンスとして夢見たことの多くは、ユセフ・イスラムとして実現した」。
2006年12月の『CBSサンデーモーニング』で、ユセフ・イスラムはこう発言した。「キャット・スティーヴンスを探している人は、このレコードの中に彼を見つけるだろう。もしユセフを見つけたいのなら、もう少し奥に進めば見つかるだろう」。

## 受賞歴
スティーヴンスは2005年にロックの殿堂にノミネートされた。
2004年11月10日、ユスフ・イスラムは「平和と人々の和解を促進し、テロリズムを非難する献身的な活動」に対して、ミハイル・ゴルバチョフ元ソ連大統領の私的財団から「平和の人」賞を授与された。授賞式はイタリアのローマで行われ、5人のノーベル平和賞受賞者が出席した。1年後の2005年11月4日には、教育と人道支援への貢献が認められ、グロスターシャー大学から名誉博士号を授与された2003年10月、「子どもたちや戦争の犠牲者を支援する人道的救済活動」が評価され、世界社会賞を受賞した。
2005年10月20日、アメリカ作曲家・著作者・出版者協会（ASCAP）のソングライター・オブ・ザ・イヤーに選ばれ、ロンドンで行われた特別プレゼンテーションで「ザ・ファースト・カット・イズ・ザ・ディーペスト」がソング・オブ・ザ・イヤーの栄誉に輝いた。授賞式では、ASCAPがイギリスのトップ作家と出版者であるイギリスのパフォーミング・ライツ・ソサエティ・メンバーを表彰した。
2006年10月11日、2年連続で「ザ・ファースト・カット・イズ・ザ・ディーペスト」によってソングライター・オブ・ザ・イヤーに選ばれた。
2007年1月4日、「世界の平和を増進するために行った活動の成果」を讃えられ、イタリアのナポリで「平和のための地中海」賞を受賞。
2007年3月25日、ドイツのECHOを受諾した。2007年3月25日、ドイツのECHOで 2007年3月25日、ベルリンにてドイツECHOの「音楽家として、また文化交流大使としての生涯の功績に対する特別賞」を受賞。
2007年5月24日、ロンドンで開催された授賞式で、アイヴォア・ノヴェロ賞の優秀楽曲集部門を受賞した。
2007年7月10日、"彼の人道的活動とイスラム文化と西洋文化の間の理解の向上"が評価され、エクセター大学から名誉博士号（LLD）を授与された。 式典には、エクメレディン・イサノグル教授やギタリストのブライアン・メイら著名人が出席した。
2014年、ロックの殿堂入りを果たした。

## ディスコグラフィ

### キャット・スティーヴンス名義
- 1967: Matthew and Son
- 1967: New Masters
- 1970: Mona Bone Jakon
- 1970: Tea for the Tillerman
- 1971: ティーザー・アンド・ザ・ファイアキャット、Teaser and the Firecat
- 1972: Catch Bull at Four
- 1973: Foreigner
- 1974: Buddha and the Chocolate Box
- 1974: Saturnight (Live in Tokyo)
- 1975: Numbers
- 1977: Izitso
- 1978: Back to Earth
- 2004: Majikat

### 映画音楽/サウンドトラック
- 1970年 ディープ・エンド/早春 - 音楽担当：キャット・スティーブンス（イギリス）、カン（ドイツ）/主演：ジェーン・アッシャー、ジョン・モルダー・ブラウン、監督：イエジー・スコリモフスキ（Soundtrack）[57]

### ユスフ・イスラム名義
- 1995: The Life of the Last Prophet
- 1999: Prayers of the Last Prophet
- 2000: A Is for Allah
- 2001: Bismillah
- 2003: I Look I See
- 2005: Indian Ocean
- 2006: Footsteps in the Light
- 2006: An Other Cup
- 2007: Yusuf's Cafe Session

### ベスト盤
- 1975: Greatest Hits
- 1984: Footsteps in the Dark: Greatest Hits, Vol. 2
- 1987: Classics, Volume 24
- 1999: Remember Cat Stevens - The Ultimate Collection
- 2000: The Very Best of Cat Stevens
- 2001: Cat Stevens Box Set
- 2005: Gold
- 2007: 20th Century Masters: The Millennium Collection: The Best of Cat Stevens
- 2007: Harold and Maude
- 2007: Collected

備考:「ワイルド・ワールド」は、イギリスのティーン向けドラマ『スキンズ』のシリーズ1の最終回で使用された。ラストシーンでは、登場人物のほとんどが歌詞の一部を歌い、シドがその大部分を歌った。

## 日本公演

### 1972年
※来日記念特別新譜『少年は虹を渡る／キャット・スティーヴンス』が発売された。
※出典。
- 9月15日 （東京）
- 9月16日 （東京）
- 9月17日 大阪厚生年金会館
- 9月19日 渋谷公会堂
- 9月20日 大阪厚生年金会館

### 1974年
- 6月21日 中野サンプラザ
- 6月22日 中野サンプラザ